# Dioscorea brownii
Dioscorea brownii là một loài thực vật có hoa trong họ Dioscoreaceae. Loài này được Schinz mô tả khoa học đầu tiên năm 1900.